# Spaghettitaco
Spaghettitaco is een fictief gerecht uit de tienerserie ICarly, uitgezonden op jeugdzender Nickelodeon. Het betreft een taco gevuld met dampende pasta. Het pastagerecht is een uitvinding van het personage Spencer Shay, kunstenaar en uitvinder, vertolkt door Jerry Trainor. Iedereen houdt in de serie van zijn taco's, maar soms wordt gezegd dat de kruiding wat te sterk doorsmaakt.
Na onderzoek van Robert J. Thompson, een hoogleraar populaire televisiecultuur van de universiteit van Syracuse stelt deze dat de consumptie van spaghettitaco's in de Verenigde Staten na de introductie in iCarly ingeburgerd in de populaire eetcultuur. Het voordeel van de hap is onder meer dat het toelaat spaghetti onderweg te eten. Tot heden hebben de Amerikaanse fastfoodrestaurantketens het idee nog niet opgepikt.

## Bereiding
De volledige bereiding van de spaghettitaco is tot op heden niet in de serie getoond. Over een deel van de bereiding is wel duidelijkheid. Spencer begint met het snijden van uien, die hij samen met andere, onbekende groenten, mogelijk aubergines en wortels, bakt in een pan met een stevige klont boter. Die groenten voegt hij toe aan de pasta, samen met zijn geheime kruidenmix, die hij zelf 'Rio Salsa Mix' noemt. Vervolgens wordt de spaghetti met saus tussen een krokante taco gegoten.